# Xã Cherokee, Quận Cherokee, Kansas
Xã Cherokee (tiếng Anh: Cherokee Township) là một xã thuộc quận Cherokee, tiểu bang Kansas, Hoa Kỳ. Năm 2010, dân số của xã này là 331 người.